# Abel Tarride
Pour les articles homonymes, voir Tarride.
Abel Anatole Tarride est un acteur et un dramaturge français né le 18 avril 1865 à Niort et mort le 3 février 1951 à Lyon,. Abel Tarride est notamment connu pour son interprétation du commissaire Maigret dans le film Le Chien jaune, en 1932.

## Biographie
Acteur et dramaturge, Abel Tarride fut aussi directeur du Théâtre de la Renaissance à Paris, succédant à Sarah Bernhardt et à Lucien Guitry, du théâtre des Bouffes-Parisiens, du théâtre des Mathurins, directeur de la scène du théâtre national de l'Odéon et du théâtre de l'Apollo.
Le 20 septembre 1930, Abel Tarride fonde la Société anonyme théâtrale Abel Tarride et assume la direction du théâtre Apollo auquel il imprime un essor. Après les débuts brillants de la curieuse pièce L'As, d'Yvan Noé, Blanche Alix et Charles Poidloué, Matricule 33, pièce en 10 tableaux d'Alex Madis et Robert Boucard, obtient du succès. Il fait appel tour à tour, aux auteurs les plus caractéristiques de la nouvelle école ou à ceux qui détiennent depuis longtemps le flambeau de l'esprit français, tels Tristan Bernard, Léopold Marchand, Armand Salacrou, Alex Madis, Francis de Croisset, Pierre Soulaine, Henri Duvernois, Michel Carré et à toute la pléiade des jeunes auteurs qui peuvent apporter au théâtre des idées nouvelles.
Abel Tarride épouse en premières noces l'artiste dramatique Marianne Chassin dite Chassaing, le 9 avril 1891 à Paris dans le 9e arrondissement. Elle est la fille de l'homme de lettres et historien, Charles-Louis Chassin. Le couple divorce cinq ans plus tard.
Il est le père du réalisateur Jean Tarride et de l'acteur Jacques Tarride, nés de son second mariage avec la comédienne Marthe Régnier.
D'une troisième union avec Marie Antoinette Payen il a eu un autre fils, Sacha Tarride, né à Marseille en 1918, qui joue le rôle du jeune Toto dans On purge bébé de Jean Renoir.
Simenon ne semble pas avoir apprécié l'interprétation par Tarride du commissaire Maigret ; dans Les Mémoires de Maigret il fait tenir au commissaire les propos suivants, après s'être vu au cinéma : « Quelques mois plus tard, je rapetissais de vingt centimètres (Maigret vient de parler de l'interprétation de Pierre Renoir) et, ce que je perdais en hauteur, je le gagnais en embonpoint, je devenais sous les traits d'Abel Tarride, obèse et bonasse, si mou que j'avais l'air d'un animal en baudruche qui va s'envoler au plafond ».

## Théâtre

### Dramaturge
- Le Spleen , pantomime, écrite avec Marc Legrand, musique d'Émile Bonnamy, 1889
- Monôme-Revue, revue en trois tableaux, écrite avec Léon Xanrof, théâtre du Paradis Latin, 1890
- Madame Pygmalion, pantomime, écrite avec Léon Xanrof, musique d'Émile Bonnamy, théâtre des Bouffes-Parisiens, 1892
- À la mairie, monologue, 1896
- Le Coin du feu, comédie en un acte, écrite avec François Vernayre, théâtre des Mathurins, 1903
- Fin de vertu, comédie en un acte, écrite avec François Vernayre, théâtre des Capucines, 1903
- Par habitude, comédie en un acte, écrite avec François Vernayre, théâtre des Mathurins, 1903
- Le Tour de main, comédie en trois actes, écrite avec Francis de Croisset, 1905
- Papa, comédie en un acte, écrite avec Henri Piazza, 1905
- La Chance du mari, comédie en un acte, 1906
- Madame Gribouille, vaudeville en 3 actes, écrit avec Adolphe Chennevière, théâtre du Palais-Royal, 1908
- Faire fortune, comédie en trois actes, écrite avec Fernand Fauré, 1921
- Faubourg Montmartre, écrite avec Henri Duvernois, 1923[7].
- Nounette, comédie tirée de roman d'Henri Duvernois, écrite avec Jean Tarride, théâtre Daunou, 1924
- Le Colonel Wallingford, comédie en trois actes, écrite avec Fernand Fauré, 1925

### Comédien

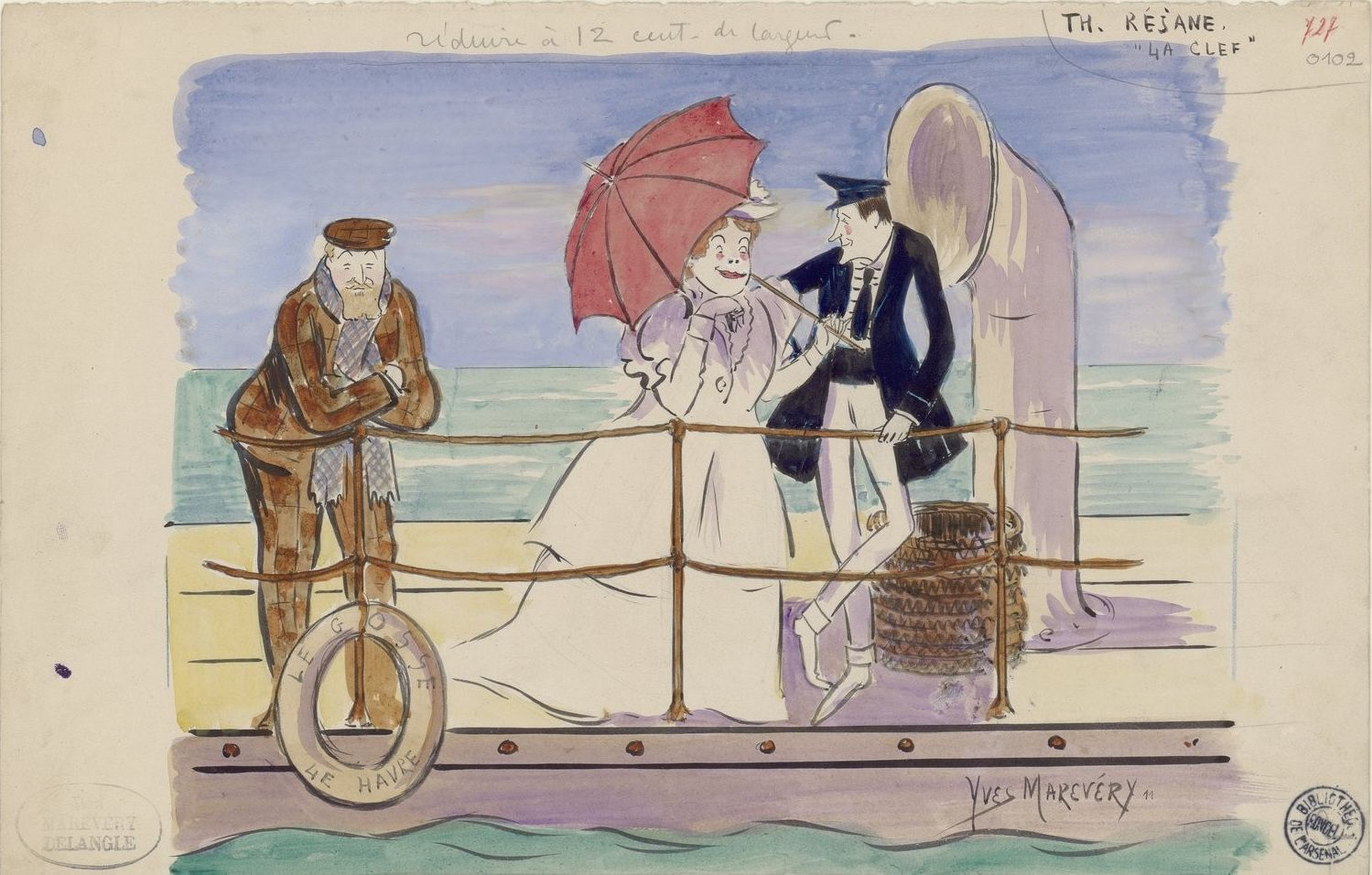
Abel Tarride, Gabrielle Réjane et Gabriel Signoret dans La clef de Sacha Guitry, dessin de Yves Marevéry.

- 1892 : Famille Paillasse, parade-revue de Jacques Redelsperger, Théâtre de la Bodinière
- 1898 : Le Contrôleur des wagons-lits d'Alexandre Bisson, Théâtre des Nouveautés
- 1899 : La Dame de chez Maxim de Georges Feydeau, Théâtre des Bouffes Parisiens
- 1901 : Yvette de Pierre Berton, Théâtre du Vaudeville
- 1902 : La Passerelle de Francis de Croisset, Théâtre du Vaudeville
- 1902 : Le Masque d'Henry Bataille, Théâtre du Vaudeville
- 1902 : La Châtelaine d'Alfred Capus, mise en scène : Firmin Gémier, Théâtre de la Renaissance
- 1903 : La Peur de Félix Duquesnel, Théâtre des Capucines
- 1903 : Antoinette Sabrier de Romain Coolus, Théâtre du Vaudeville
- 1904 : Frère Jacques d'Henri Bernstein et Pierre Veber, Théâtre du Vaudeville
- 1904 : L'Esbrouffe d'Abel Hermant, Théâtre du Vaudeville
- 1904 : Le Bercail d'Henri Bernstein, Théâtre du Gymnase
- 1905 : Jeunesse d'André Picard, Théâtre de l'Odéon
- 1906 : Glatigny de Catulle Mendès, Théâtre de l'Odéon
- 1906 : La Savelli de Max Maurey et Gilbert Thierry, Théâtre Réjane
- 1907 : La Course du flambeau de Paul Hervieu, Théâtre Réjane
- 1907 : Paris-New York de Francis de Croisset et Emmanuel Arène, Théâtre Réjane
- 1907 : La Clef de Sacha Guitry, Théâtre Réjane
- 1908 : Le Bonheur de Jacqueline de Paul Gavault, Théâtre du Gymnase
- 1908 : Le Scandale de Monte-Carlo de Sacha Guitry, Théâtre du Gymnase
- 1908 : La Patronne de Maurice Donnay, Théâtre du Vaudeville
- 1909 : Lauzun de Gustave Guiches et François de Nion, Théâtre de la Porte-Saint-Martin
- 1911 : Le Vieil Homme de Georges de Porto-Riche, Théâtre de la Renaissance
- 1913 : L'Occident de Henry Kistemaeckers fils, Théâtre de la Renaissance
- 1913 : Un fils d'Amérique de Pierre Veber et Marcel Gerbidon, mise en scène d'Abel Tarride, Théâtre de la Renaissance
- 1923 : Rends-moi ce petit service d'Alex Madis, mise en scène d'Abel Tarride, Théâtre de la Renaissance
- 1924 : Maman de José Germain et Paul Moncousin, Théâtre du Vaudeville
- 1924 : Ma femme danseuse, comédie en 3 actes de Louis Delluc, Théâtre des Mathurins
- 1931 : Bluff de Georges Delance, Théâtre des Variétés

## Filmographie
- 1920 : Pour Don Carlos
- 1924 : Jocaste
- 1926 : Le Soleil de minuit

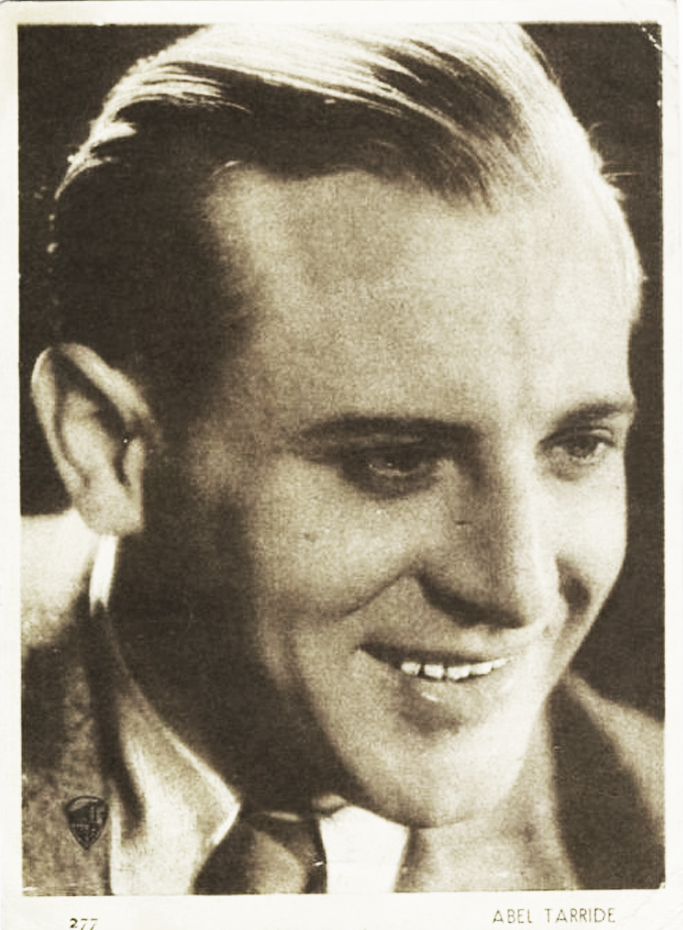
Abel Tarride vers 1910.

- 1932 : Le Chien jaune : Commissaire Maigret
- 1932 : Embrassez-moi : Le marquis de Champavert
- 1933 : Les Ailes brisées  d'André Berthomieu : Pascal
- 1933 : Une histoire d'amour : Le vieux Weyring, musicien
- 1933 : Matricule 33 : Le général Schultz
- 1934 : Aux portes de Paris : Thiriat
- 1934 : La Cinquième Empreinte : L'inspecteur Candely
- 1934 : L'Aventurier : Guéroy
- 1935 : Vogue, mon cœur : Dumont-Vallier
- 1935 : Jérôme Perreau, héros des barricades d'Abel Gance : Broussel
- 1935 : Un homme de trop à bord
- 1936 : Maria de la nuit
- 1936 : Notre-Dame-d'Amour de Pierre Caron : Maître Augias
- 1936 : Les Deux Gamines : Monsieur Bertal
- 1936 : Les Demi-vierges
- 1936 : Nitchevo de Jacques de Baroncelli : Arbères
- 1936 : Blanchette de Pierre Caron : M. Galoux
- 1937 : La Bataille silencieuse : Bartoff
- 1937 : L'Habit vert : Le président
- 1939 : Entente cordiale : La maître d'hôtel
- 1946 : Nuits d'alerte : L'aubergiste